# Juan José Carretero Muñoz
Juan José Carretero Muñoz (Madrid, 27 de febrero de 1959) es un entrenador español de fútbol que desde enero de 2024 es entrenador asistente del PFC Sochi de la Liga Premier de Rusia.

## Trayectoria profesional

### Como jugador
Carretero como jugador, pasó por todas las categorías inferiores del Real Madrid CF y de allí militó en otros equipos de la Comunidad de Madrid, como RCD Carabanchel, Atlético Valdemoro, CD Arganda y Aranjuez CF entre otros.

### Como entrenador
Tras colgar las botas como jugador comenzó su andadura como entrenador en el Atlético Ugena y CD Illescas, con el que logró dos ascensos de categoría consecutivos, ambos en Castilla-La Mancha.
Tras su paso por La Mancha fue nombrado Seleccionador Femenino de la Real Federación de Fútbol de Madrid, donde tras el logro de dos Campeonatos de España consecutivos, es nombrado Seleccionador Masculino para competir en la UEFA Region's Cup, consiguiendo el subcampeonato de Europa.
En la temporada 2000-01, se convierte en entrenador del CF Fuenlabrada de la Segunda División B de España.
En julio de 2023, firma por el CD Numancia en el que permanecería durante cuatro temporadas, siendo segundo entrenador de Máximo Hernández, Enrique Martín Monreal, Francisco López, Quique Hernández y Andoni Goikoetxea.
En la temporada 2007-08, firma como segundo entrenador de Andoni Goikoetxea en las filas del Hércules CF.
El 29 de abril de 2009, firma como segundo entrenador de Máximo Hernández en el Albacete Balompié hasta el final de la temporada.
El 14 de diciembre de 2010, firma como segundo entrenador de Andoni Goikoetxea en las filas de la Agrupación Deportiva Ceuta Fútbol Club.
En la temporada 2011-12, se convierte en entrenador del Club Atlético de Madrid (femenino), al que dirigiría hasta febrero de 2012.
El 16 de marzo de 2013, firma como segundo entrenador de Andoni Goikoetxea en la Selección de fútbol de Guinea Ecuatorial, en el que permanece cuatro meses.
El 18 de julio de 2013, regresa al Hércules CF como segundo entrenador de Quique Hernández.
En agosto de 2015, firma por la Escuela de Fútbol Evergrande de China con la Fundación del Real Madrid.
El 9 de diciembre de 2015, regresa a España para convertirse en segundo entrenador de Juan Antonio Anquela en las filas de la SD Huesca, donde permanece temporada y media.
En julio de 2017, firma como segundo entrenador de Juan Antonio Anquela en las filas del Real Oviedo.
El 2 de julio de 2019, firma como segundo entrenador de Juan Antonio Anquela en las filas del Deportivo de La Coruña.
El 10 de noviembre de 2020, firma como segundo entrenador de Juan Antonio Anquela en las filas de la AD Alcorcón.
El 24 de octubre de 2022, firma como segundo entrenador de Juan Antonio Anquela en las filas de la UD Ibiza. Tras la destitución del mismo, continuaría en el cuerpo técnico de Lucas Alcaraz.
El 14 de enero de 2024, firma como segundo entrenador de Robert Moreno en las filas del PFC Sochi de la Liga Premier de Rusia.

## Clubes

### Como entrenador
| Equipo                                   | País              | Año             | Tipo               |
| ---------------------------------------- | ----------------- | --------------- | ------------------ |
| Atlético Ugena                           | España            |                 | Entrenador         |
| CD Illescas                              | España            |                 | Entrenador         |
| Selección de Fútbol de Madrid (femenino) | España            |                 | Entrenador         |
| CF Fuenlabrada                           | España            | 2000-2001       | Entrenador         |
| CD Numancia                              | España            | 2003-2007       | Segundo Entrenador |
| Hércules CF                              | España            | 2007-2008       | Segundo Entrenador |
| Albacete Balompié                        | España            | 2009            | Segundo entrenador |
| Agrupación Deportiva Ceuta Fútbol Club   | España            | 2010-2011       | Segundo entrenador |
| Club Atlético de Madrid (femenino)       | España            | 2011-2012       | Entrenador         |
| Selección de fútbol de Guinea Ecuatorial | Guinea Ecuatorial | 2013            | Segundo entrenador |
| Hércules CF                              | España            | 2013-2014       | Segundo Entrenador |
| SD Huesca                                | España            | 2015-2017       | Segundo entrenador |
| Real Oviedo                              | España            | 2017-2019       | Segundo entrenador |
| Deportivo de La Coruña                   | España            | 2019            | Segundo entrenador |
| AD Alcorcón                              | España            | 2020-2021       | Segundo entrenador |
| UD Ibiza                                 | España            | 2022-2023       | Segundo entrenador |
| PFC Sochi                                | Rusia             | 2024-actualidad | Segundo entrenador |